# Линзовая антенна
Ли́нзовая анте́нна — антенна с линзой, подобной оптической. Состоит из облучателя, линзы, КВП и элементов крепления.
Линза обеспечивает перевод фронта электромагнитной волны из сферического или цилиндрического в плоский.

## Конструкции антенн
В антеннах применяют линзы с показателем преломления больше и меньше единицы. Линзы бывают в виде фигуры вращения и цилиндрические. Соответственно облучатели применяются точечные (рупоры) и линейные (щелевые облучатели).
Для уменьшения массы и объёма линзы антенны применяется зонирование её поверхностей, позволяющее также значительно уменьшить толщину антенны.

## Конструкции линз
Линзы бывают из естественного и искусственного диэлектрика.
- Естественный диэлектрик: полистирол, тефлон, полиэтилен, вспененный пенопласт и др.
- Искусственный диэлектрик: конструкция из кусков металла и воздушных промежутков между ними.

Линзы разделяются на ускоряющие и замедляющие — в зависимости от показателя преломления:
- показатель преломления меньше единицы — ускоряющие линзы
- показатель преломления больше единицы — замедляющие линзы

## КВП
КВП - коаксиально-волноводный переход. С помощью КВП происходит передача энергии электромагнитной волны от кабеля к волноводу или наоборот. КВП состоит из отрезка волновода, волноводного фланца, кабельного соединителя, четвертьволнового возбудителя волны в волноводе. КВП различаются в зависимости от используемой длины волны. КВП широко используются в технике СВЧ, в спутниковых антеннах.

## Применение
Использование линзовых антенн ограничено в связи со сложностью изготовления и настройки параметров.
Линзовые антенны используются и в качестве элементов антенных решеток, а также в облучателях зеркальных антенн.